# Spalanie całkowite
Spalanie całkowite ma miejsce, gdy cała masa spalanej substancji ulegnie utlenieniu. Występuje ono wtedy, gdy nie tylko nie ma dymu czy palnych substancji w popiele, ale i nie ulatnia się część paliwa w postaci pary. Spalanie całkowite zachodzi w wyniku reakcji tlenu z substancją, gdy ilość tlenu jest nie mniejsza niż wynikająca ze stechiometrii.
Przykładowa reakcja spalania całkowitego etenu:
C
2H
4 + 3O
2 → 2CO
2 + 2H
2O